# Casa Guazzoni
Casa Guazzoni est un immeuble de Milan en via Malpighi 12 en style Art nouveau.

## Histoire
Il fut projeté par l’architecte Giovanni Battista Bossi (1864-1924) en 1904-1906 pour le Cav. Giacomo Guazzoni, auparavant habitant en Piazza Leonardo da Vinci 49/a, de profession chef mâcon. Guazzoni  fut aussi l’exécuteur des œuvres.
L’immeuble fut bâti dans une partie de la zone occupée  par la Société Anonyme des Omnibus (S.A.O), fondée en 1861 pour gérer le transport public de Milan avec le tram et qui eut aussi la concession de la ligne ferrée à chevaux  Milano-Monza, inaugurée le 8 juillet 1876 par le prince Umberto de Savoie, futur roi Humbert Ier (roi d'Italie).
En 1900 la Municipalité décida d'organiser une compétition pour le service des trams électriques, gagnée par la société Edison, la S.A.O. arriva deuxième avec la technologie  Westinghouse.  Le dépôt de via  Sirtori qui  abritait 280 chevaux fut fermé, le terrain vendu et les bâtiments démolis à l’exception de trois écuries de 54 chevaux, encore visibles en via Sirtori 32 (société Twinset) et 24 (magasin de vêtements Nervesa).
On ouvrit via Malpighi et on bâtit des nouvelles maisons sur la rue.
L’immeuble a été  soumis  à la protection des Beaux Arts le 3 mai 1965 et tout le quartier a une protection de l’environnement depuis le 6 février 2003.
La façade a été nettoyée et restaurée en 1982 sous la direction de l’architecte Hybsch par la Compagnie Alvini Restauri.
Les décorations de l’entrée et des escaliers ont été restaurées par la Société R.A. de l’architecte Piero Arosio en 1997.
La façade a été nettoyée et restaurée en 2022  par la par la Société Naos Restauri de l’architecte Piero Arosio.

## Description

### Structure de l’immeuble

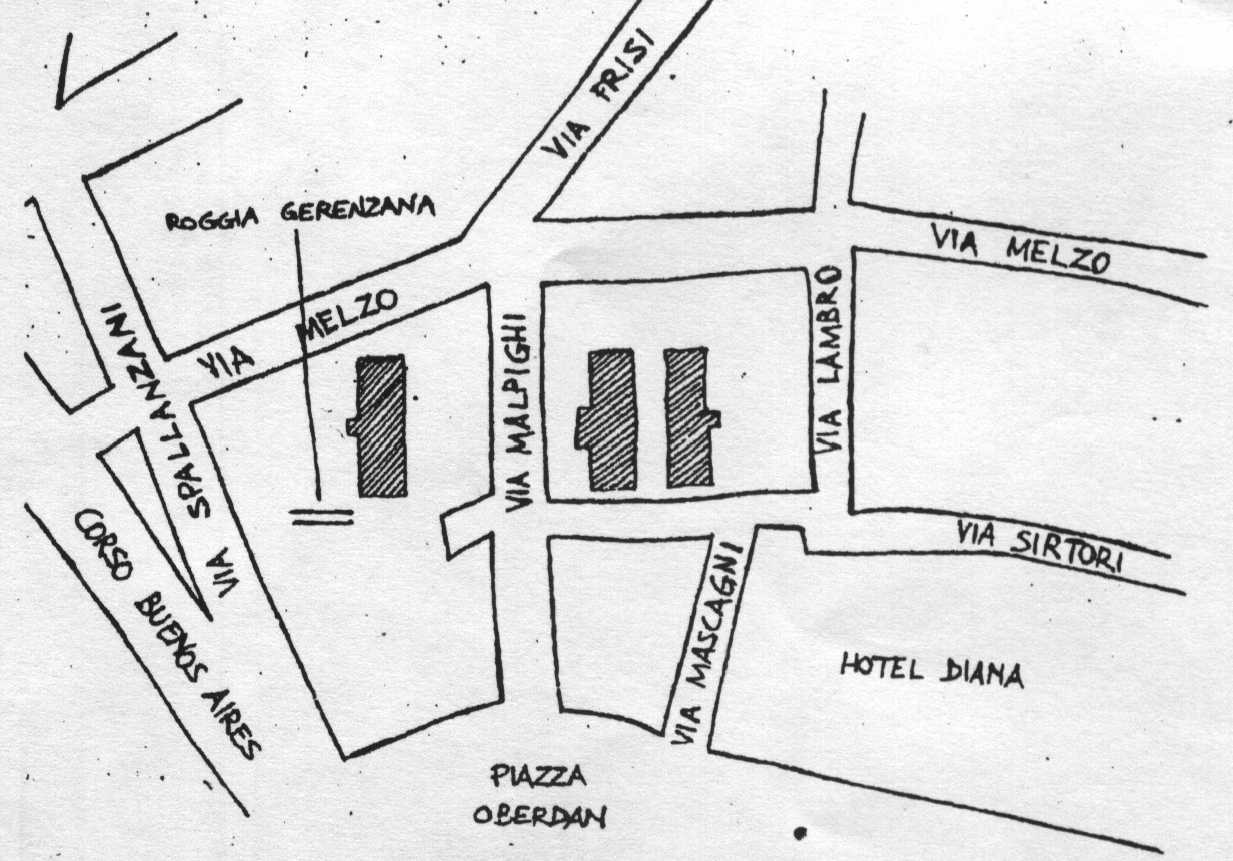
Écuries de la S.A.O. encore en existence

L’immeuble se compose d’un double corps  avec la forme de « L » sur un lot trapézoïdal et est au coin de via Malpighi avec via Melzo.
La structure est composée de murs portants en brique. Le plancher entre la cave et le rez-de-chaussée est en béton armé. 

### Décorations
La motivation de la protection des Beaux Arts est la suivante:
“Important exemple de l’Art Nouveau de Milan. Il est caractérisé par le libre traitement du ciment et par l’application de précieux fers forgés  unis avec un sens figuratif vif. L’immeuble avec avant-toit très saillant a sur le coin deux balcons superposés et reliés. La décoration  se développe surtout dans la partie du socle émergeant avec des putti qui soutiennent les balcons et avec des garde-corps ornés de différentes façons D'autres balcons sont reliés aux premiers par des doubles colonnes de fer  et ont eu aussi des garde-corps décorés en fer avec  une expressive cohérence de style.“
"Différemment de Casa Galimberti, ici l’effet chromatique, qui est plus exactement appelé clair-obscur, est obtenu avec l’emploi de matériaux différents : ciment et fer constituent en même temps structure et décoration. En ce cas aussi les balcons et les ouvertures des fenêtres  vont s’alléger  vers le haut, comme le revêtement décoratif, plus marqué au rez-de-chaussée et premier étage, se simplifie vers les étages supérieurs:  la trame touffue de putti et guirlandes sculptés en ciment sur le contours des fenêtres et sur les garde-corps des balcons au premier étage, s’allège dans les trames vibrantes et incisives des fers forgés du dessus. La composition architectonique et décorative est très heureuse et extrêmement proportionnée dans ses éléments."
On a perdu les décorations de peintures dans la bande entre le deuxième et le troisième étage.
L’entrée contient un précieux portail en fer forgé et des fresques avec putti et fleurs retrouvés dans la restauration de 1997, probablement de l’aquarelliste Paolo Sala.
Les fers forgés sont probablement d'Alessandro Mazzucotelli.
Dans l’entrée devant la conciergerie ont été retrouvées en 1997 des peintures d’un lac avec des plantes aquatiques. 
Le corps des escaliers est hexagonal, avec une rampe en fer forgé et les marches en marbre. On a restauré en 1997 la plinthe marmorisée  et les décorations florales sur le plafond et les côtés. Les décorations reprennent le dessin du fer forgé et suivent la progression des portes d’entrée aux appartements.

## Galerie d'images

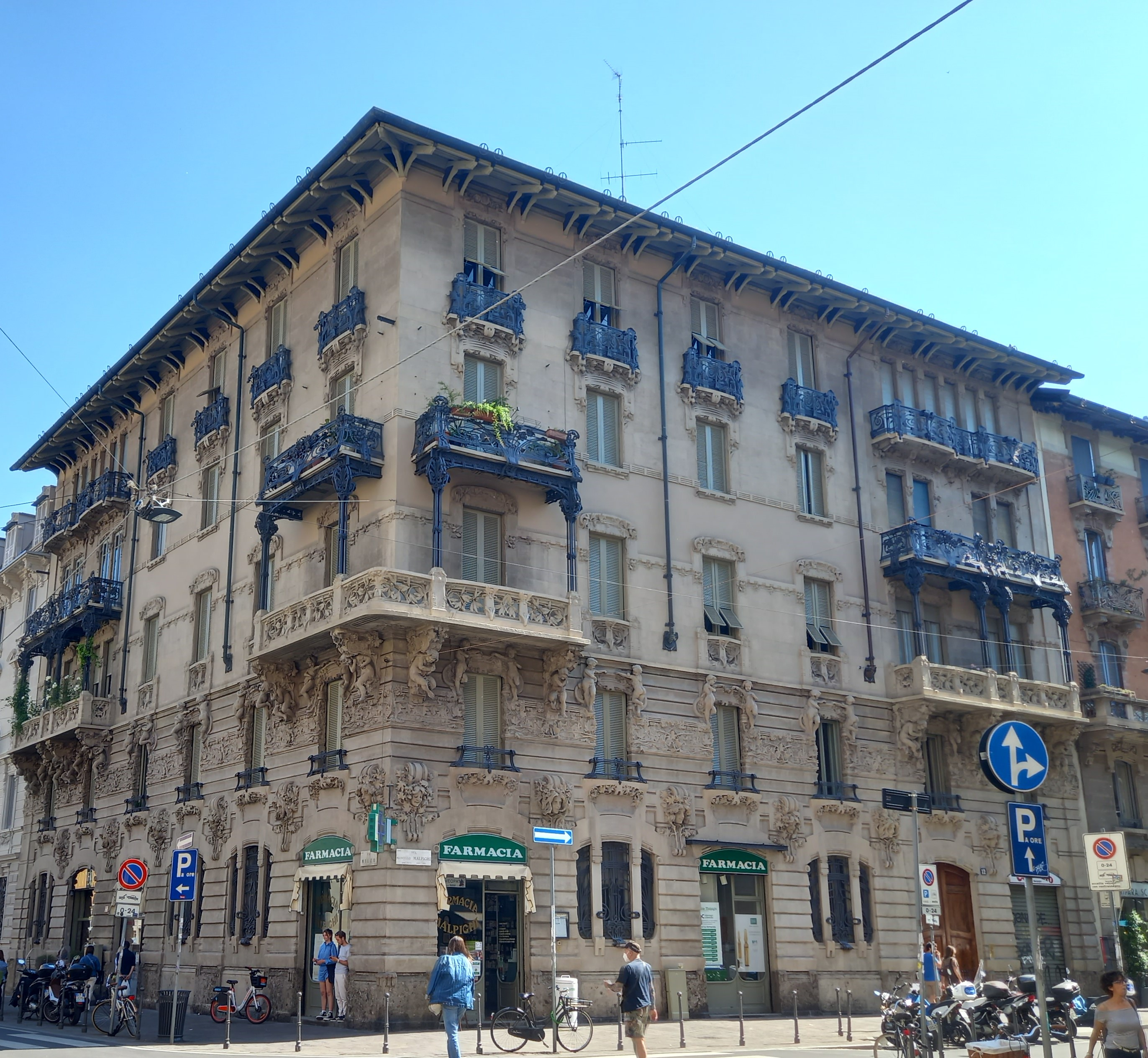
Casa Guazzoni, façades après la restauration de 2022
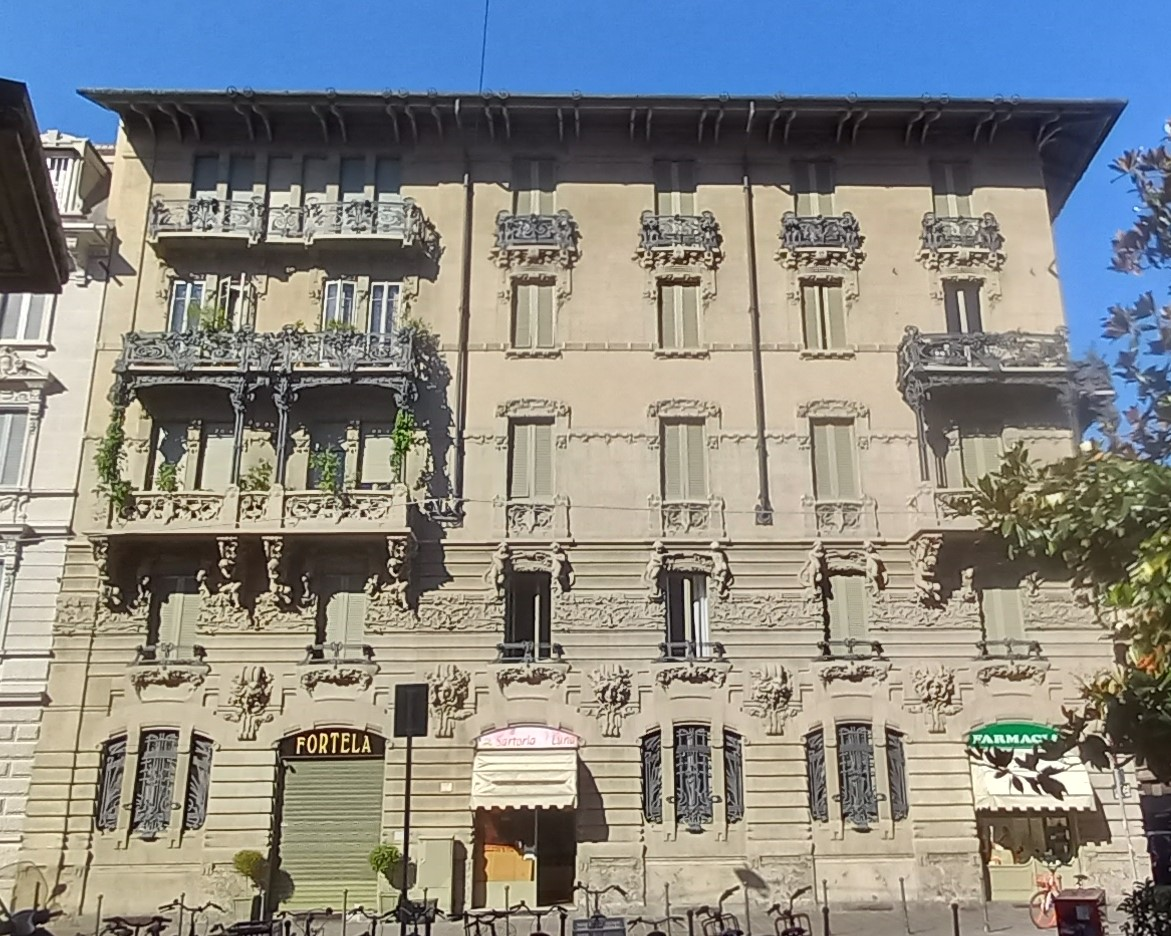
Casa Guazzoni, façade sur via Melzo après la restauration de 2022
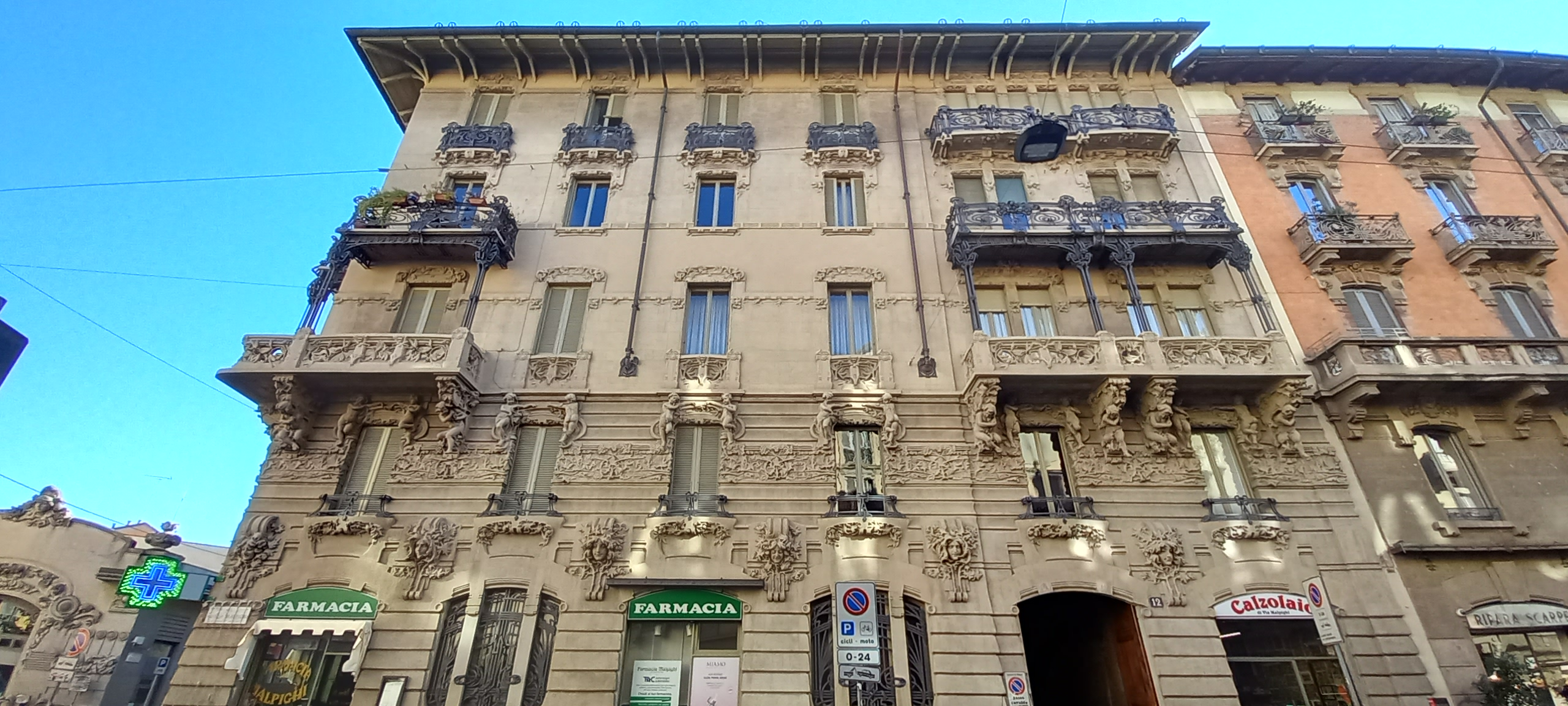
Casa Guazzoni, façade sur via Malpighi après la restauration de 2022
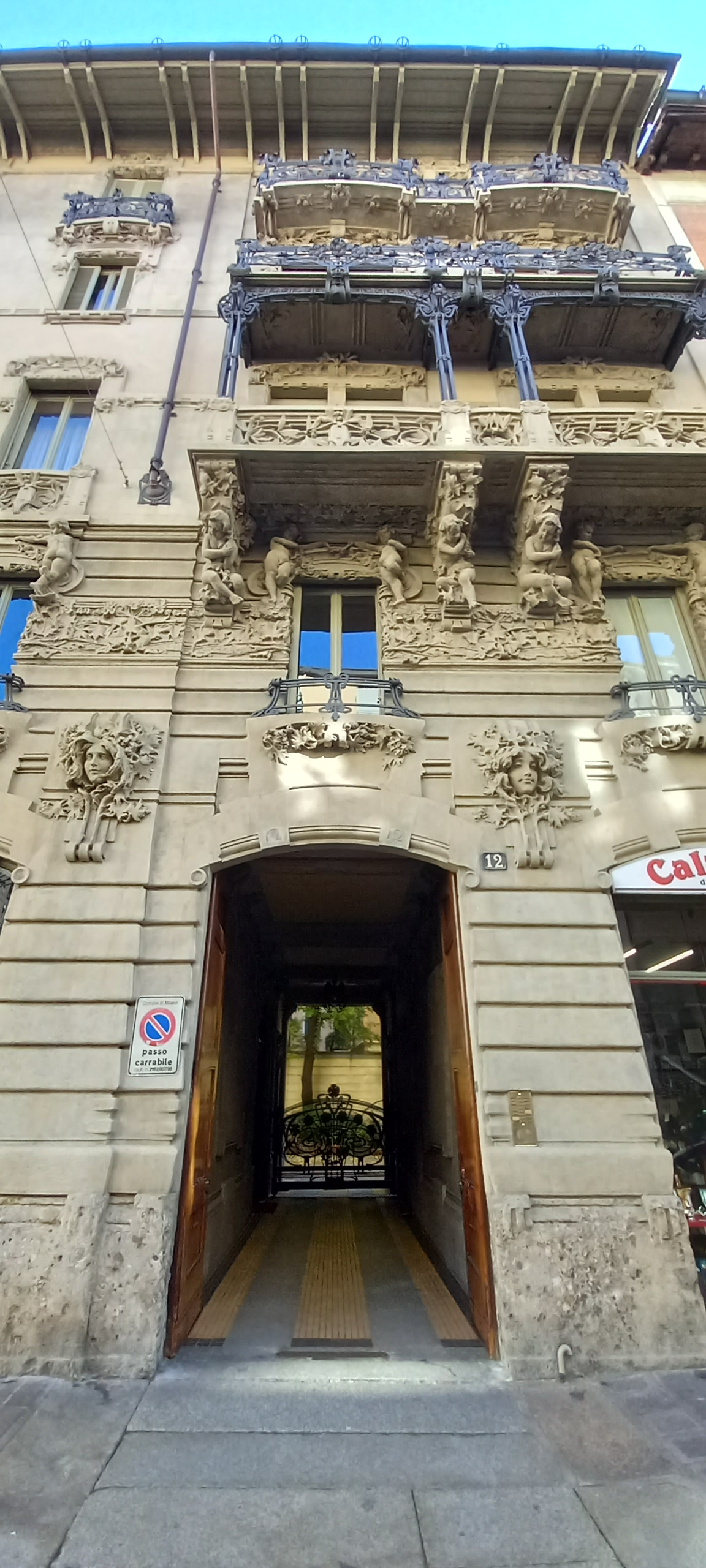
Casa Guazzoni, detail de la façade sur via Malpighi après la restauration de 2022
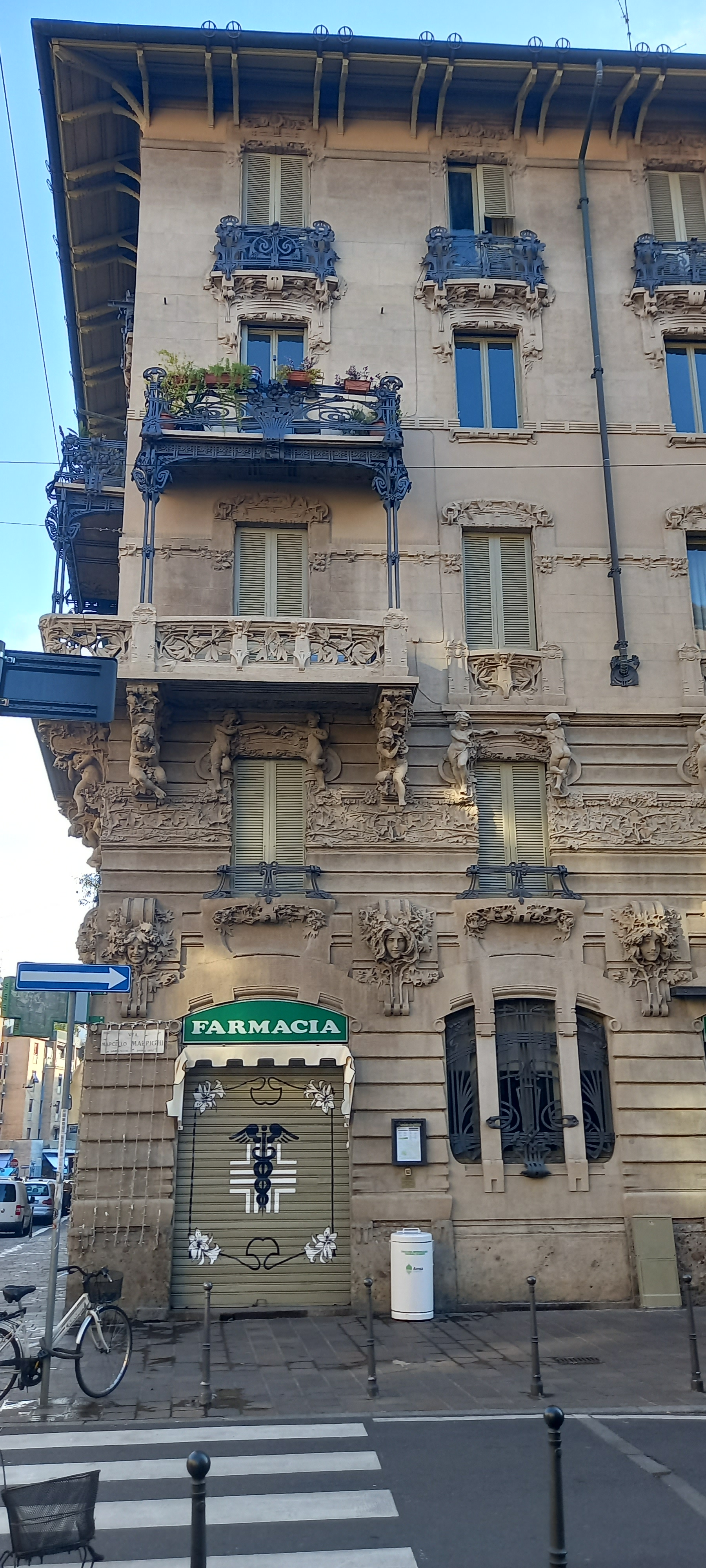
Casa Guazzoni, detail de l'entrée de la pharmacie après la restauration de 2022
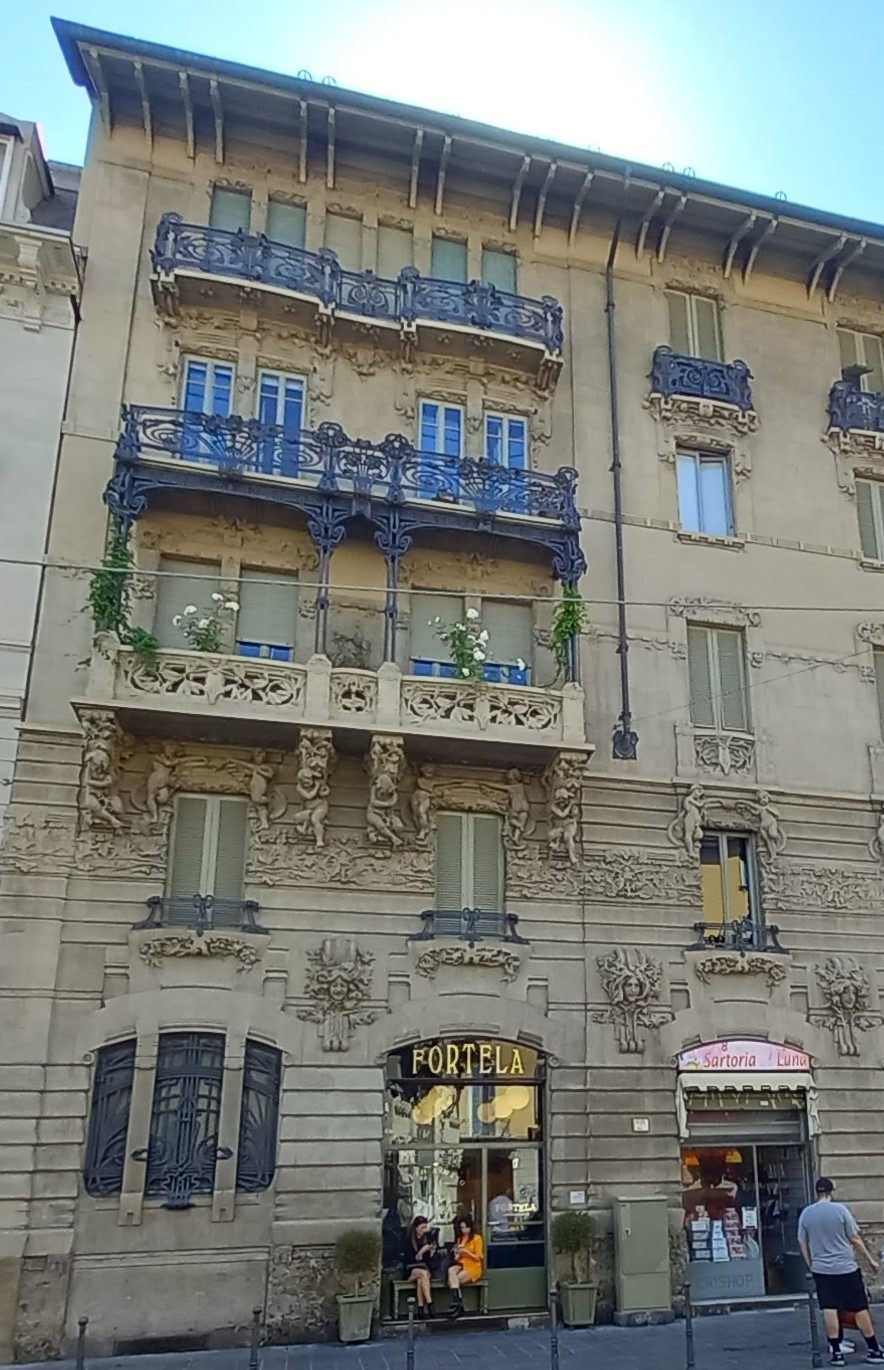
Casa Guazzoni, balcons sur via Melzo
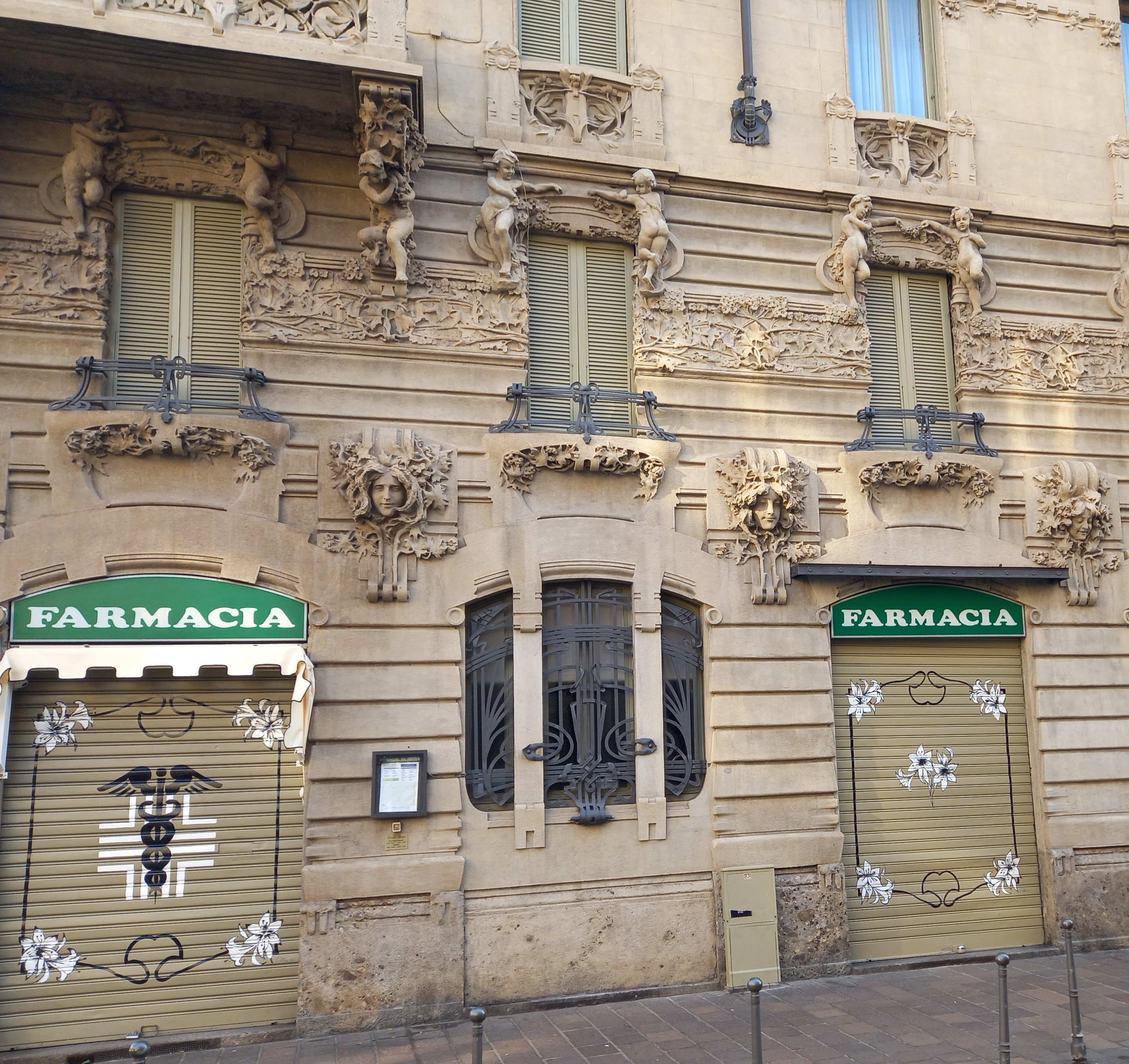
Casa Guazzoni, detail  sur via Melzo
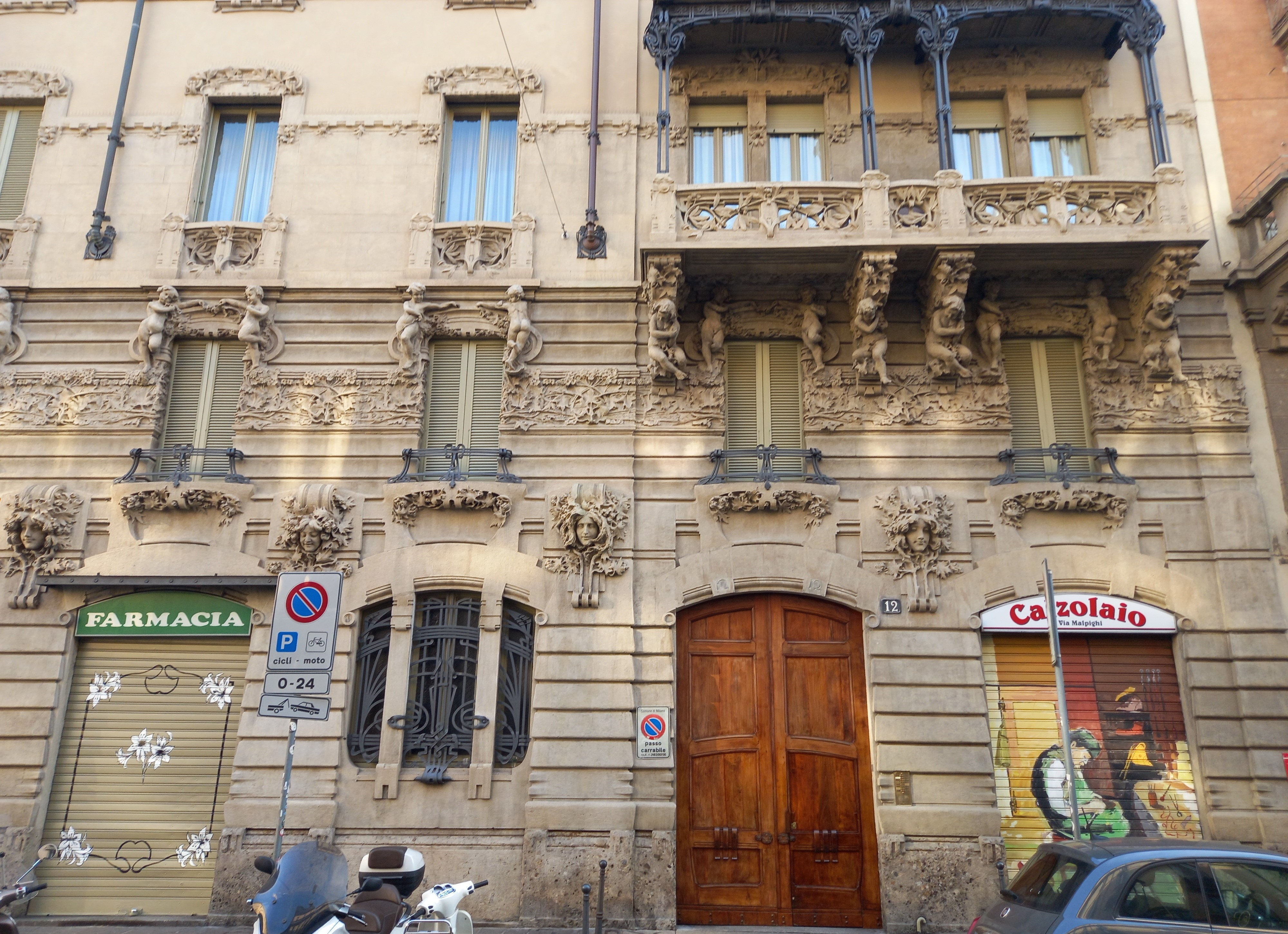
Casa Guazzoni, entrée
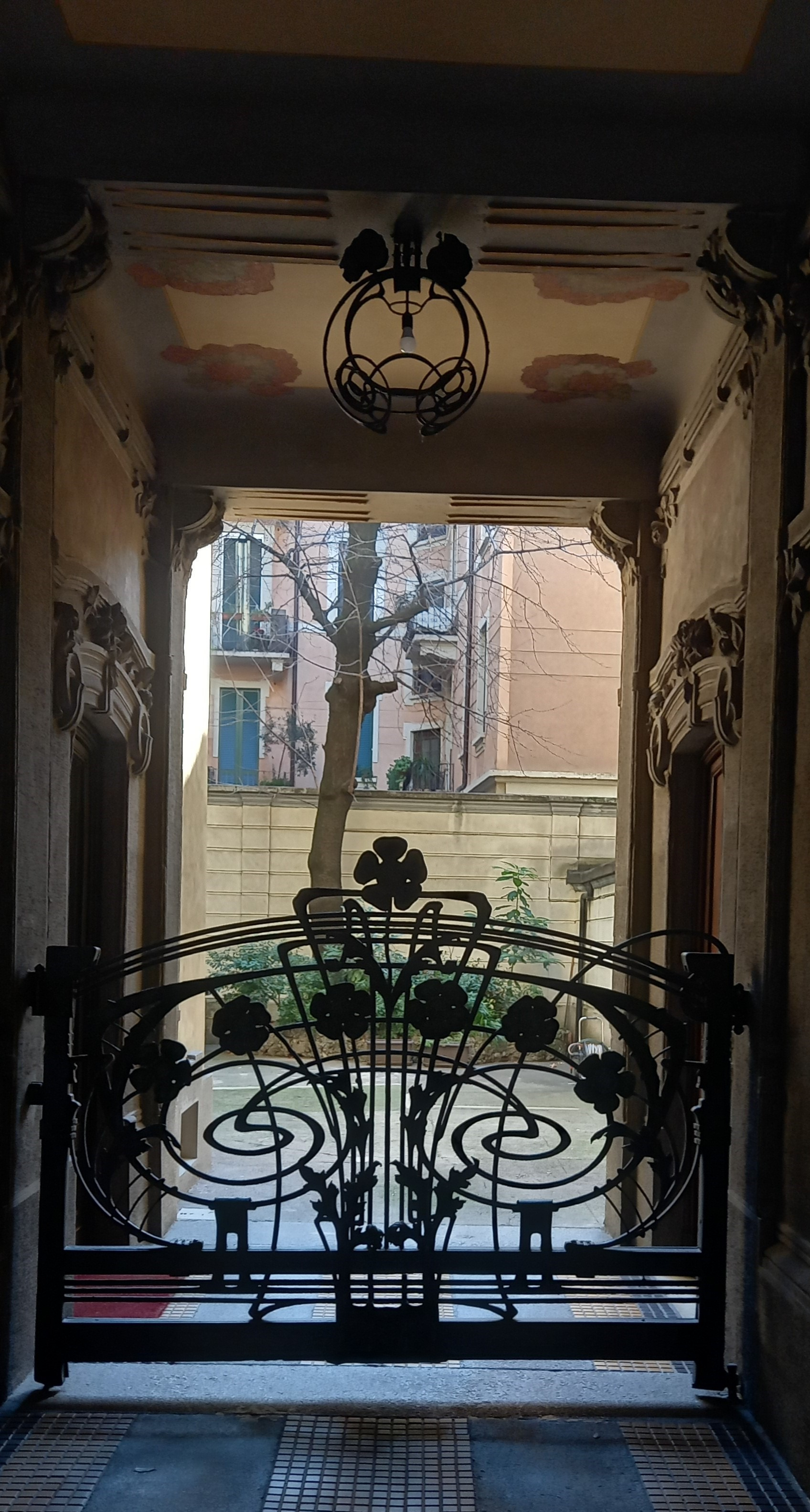
Casa Guazzoni, entrée avec grille de Mazzucotelli
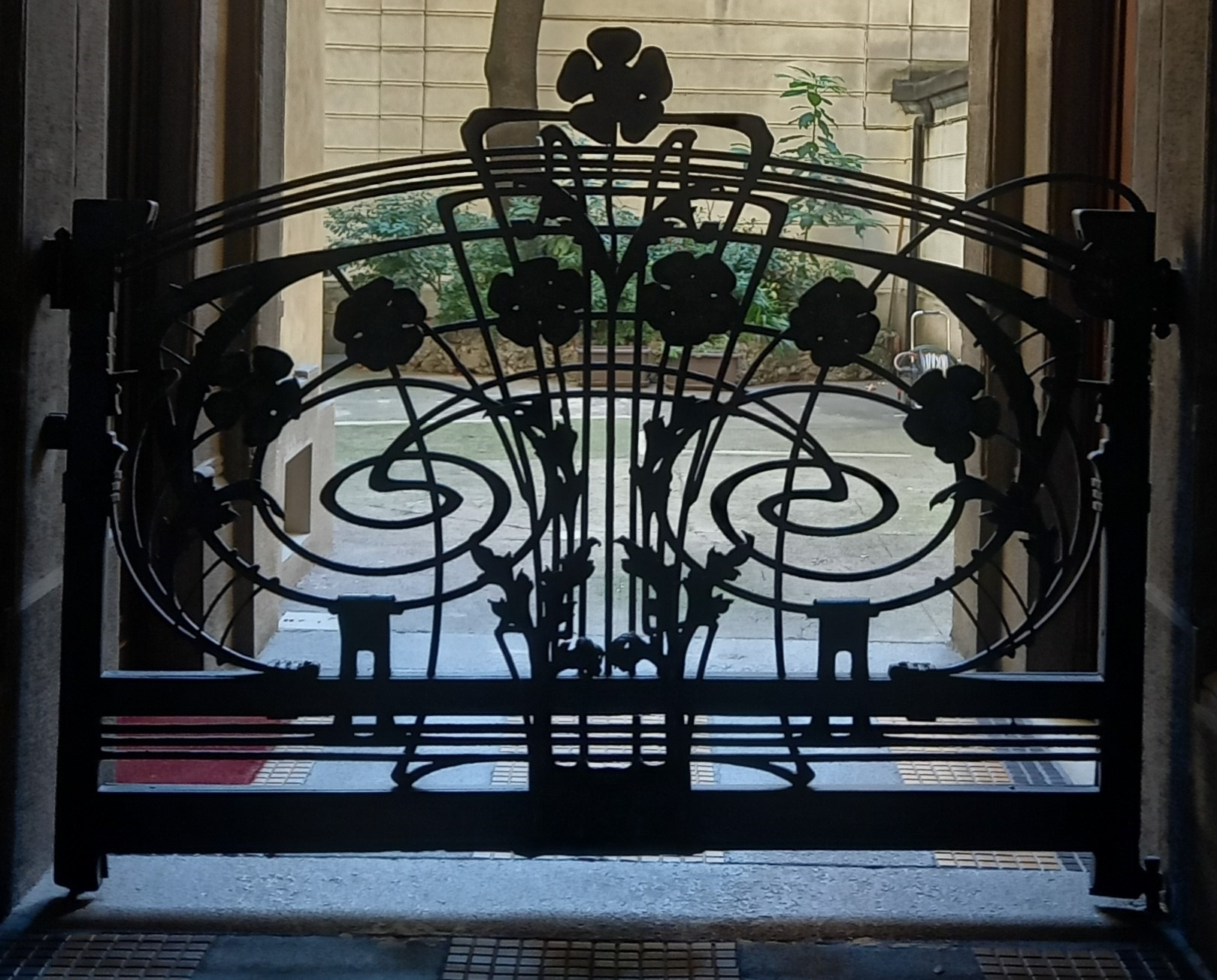
Casa Guazzoni, grille del Mazzucotelli dans l'entrée
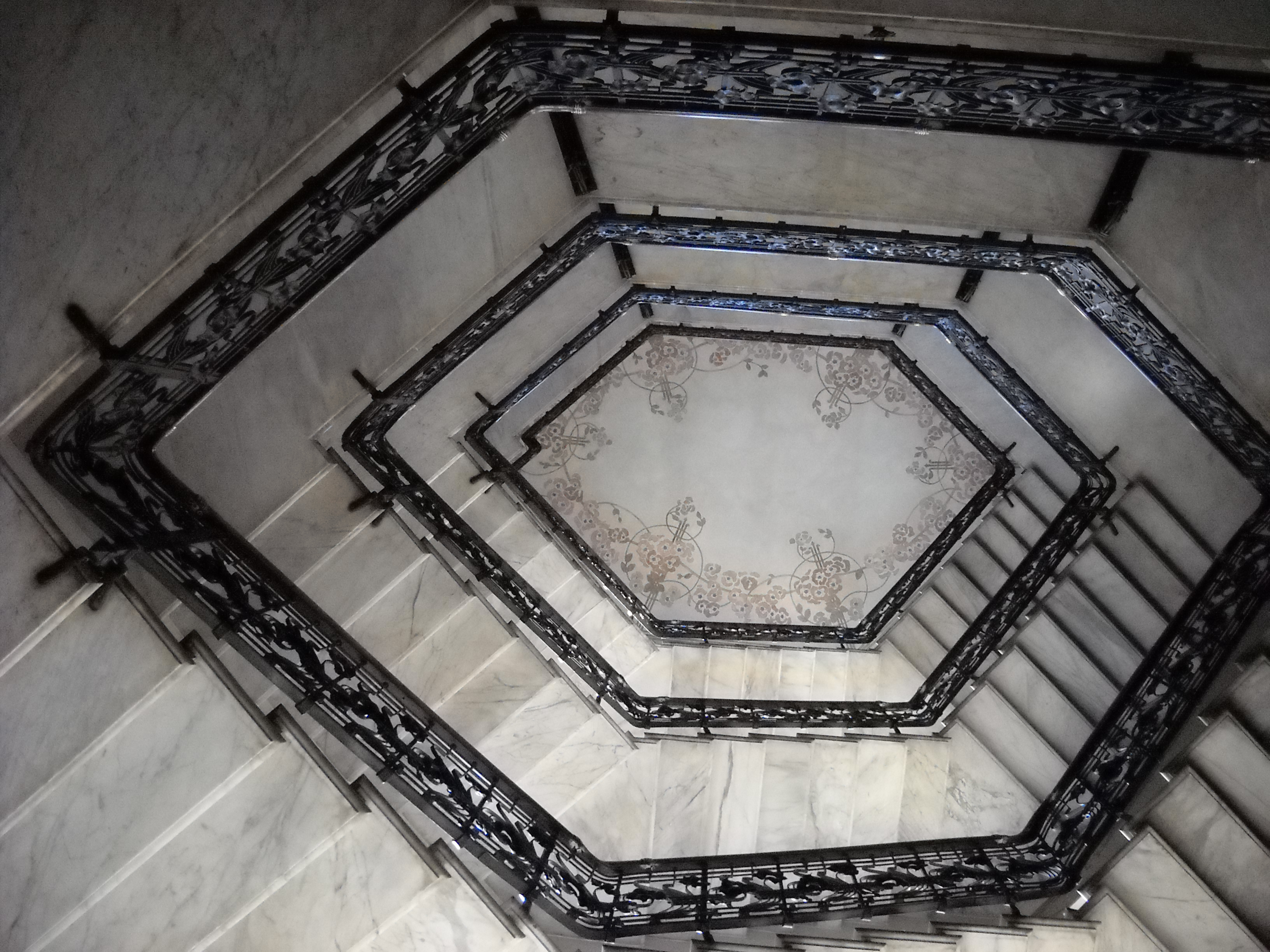
Casa Guazzoni, escalier de Mazzucotelli
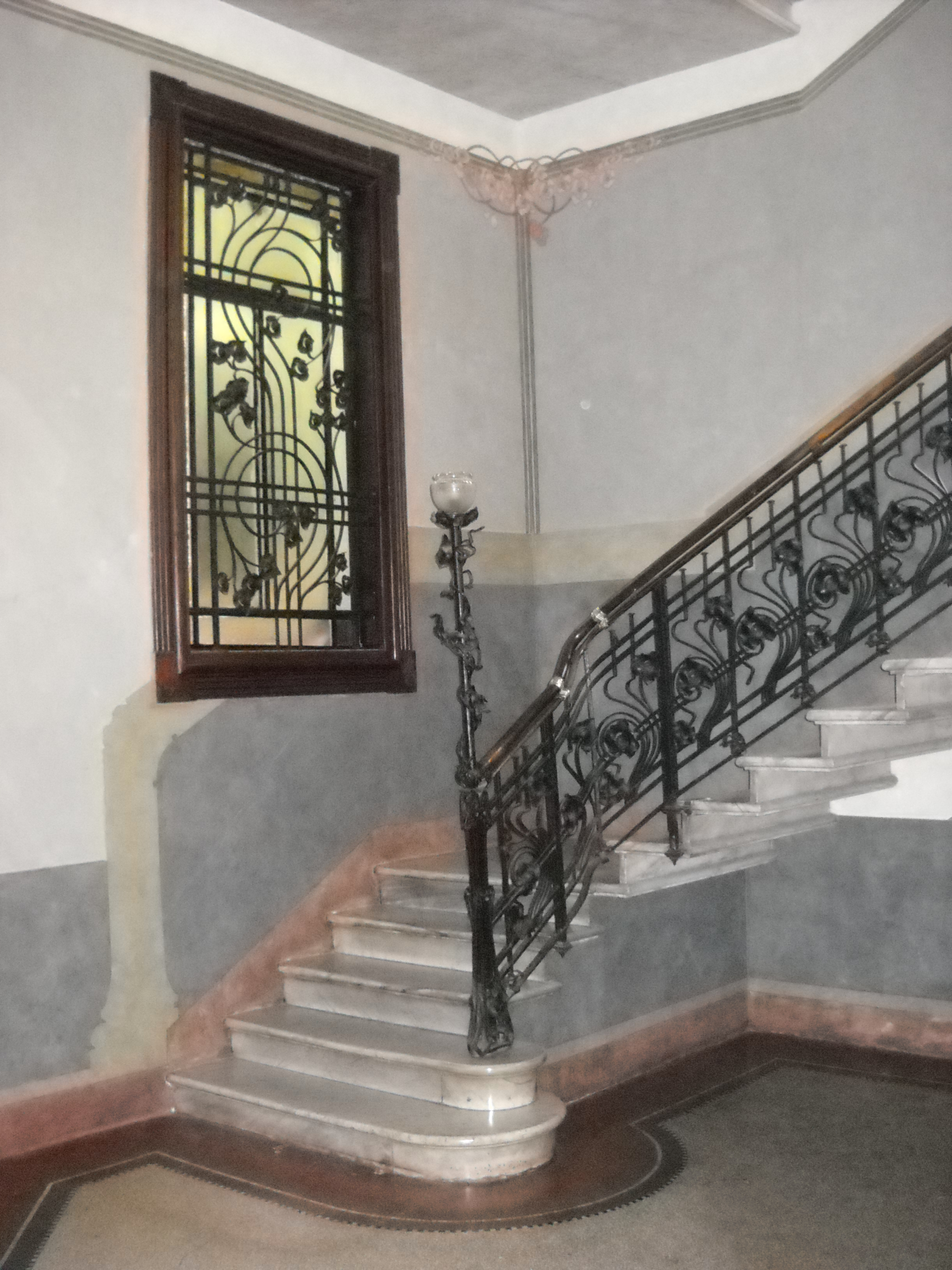
Casa Guazzoni, commencement de l'escalier
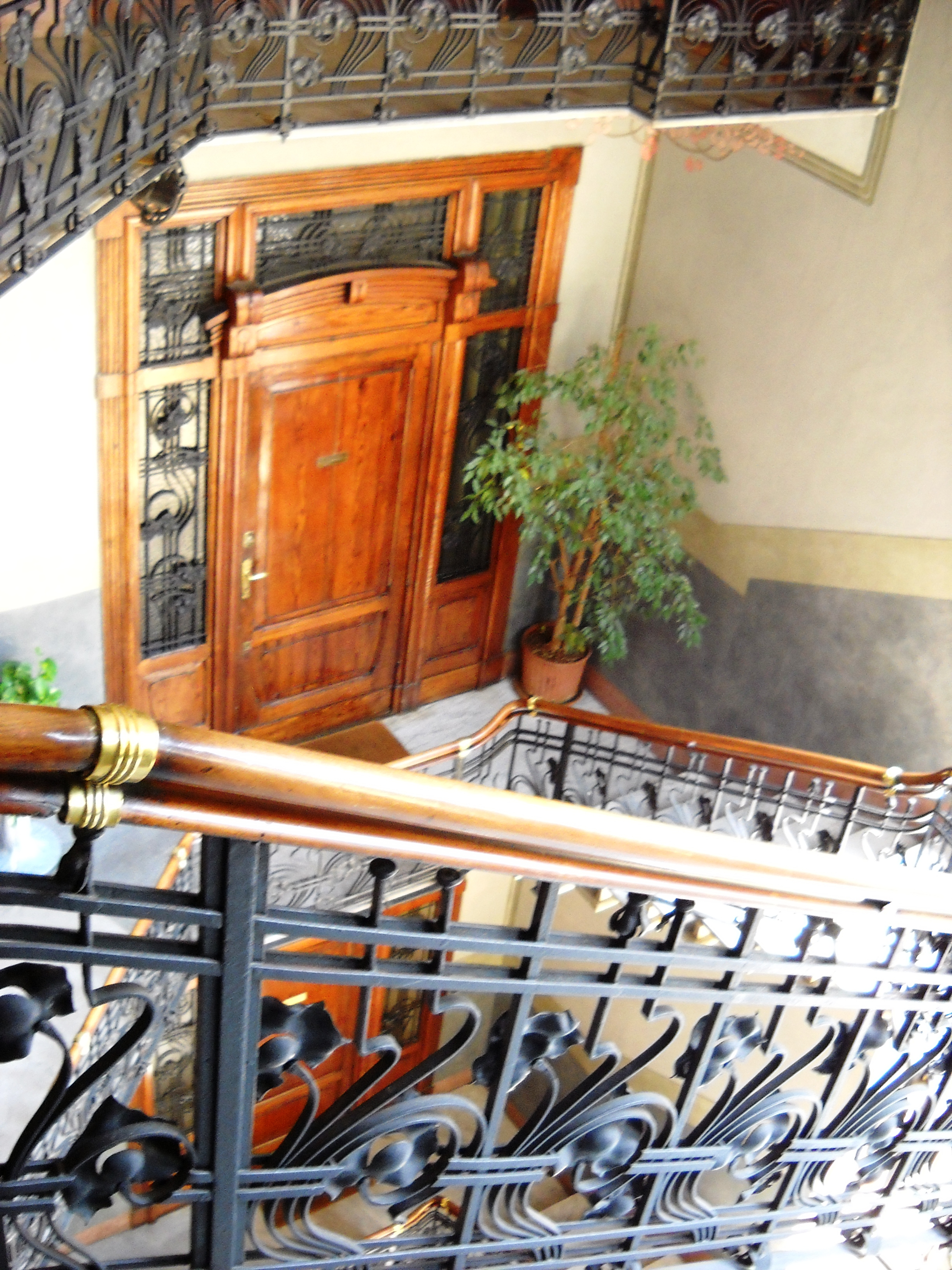
Casa Guazzoni, escalier et porte d'un appartement
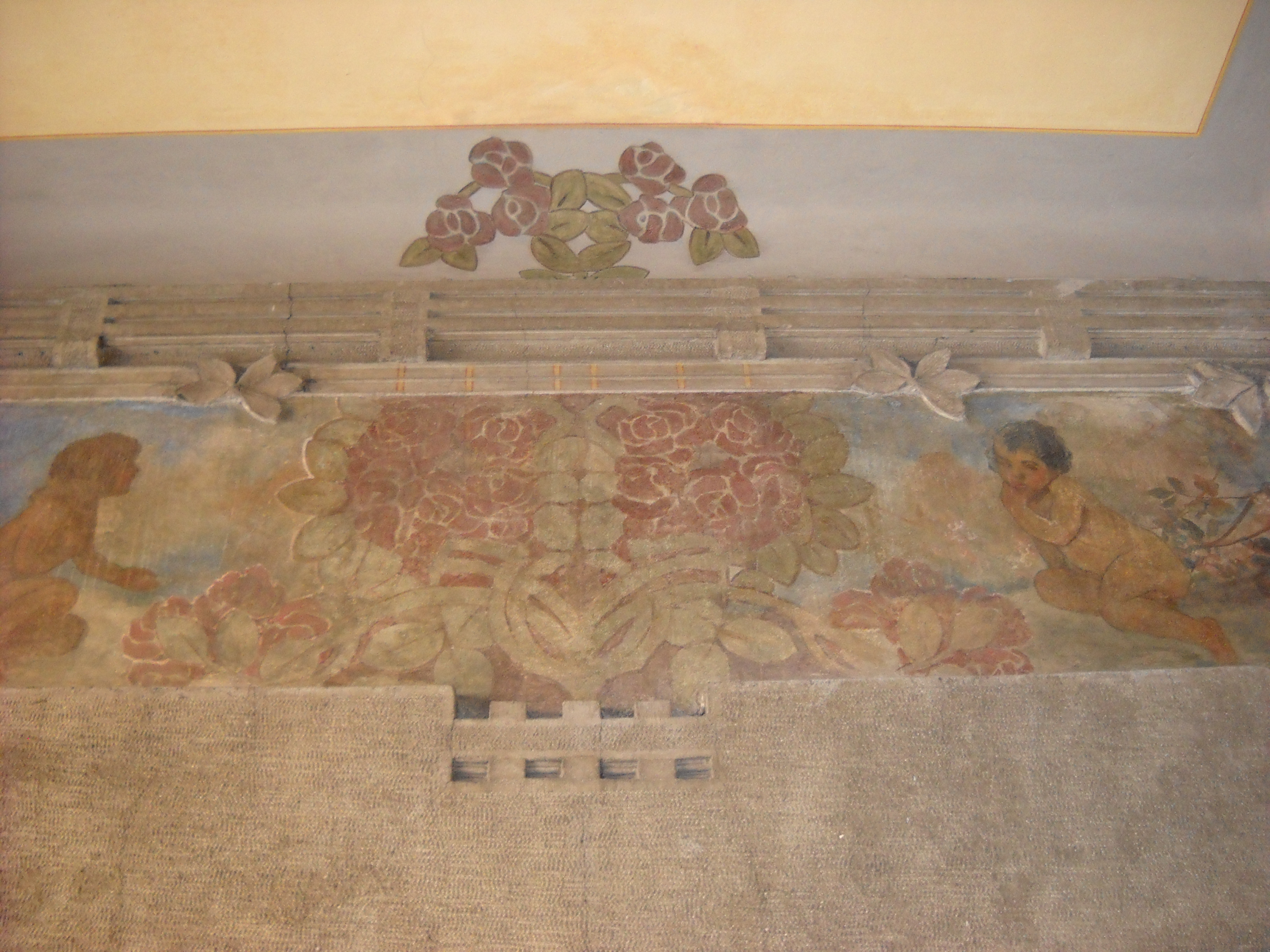
Casa Guazzoni, fresques de Paolo Sala dans le hall d'entrée
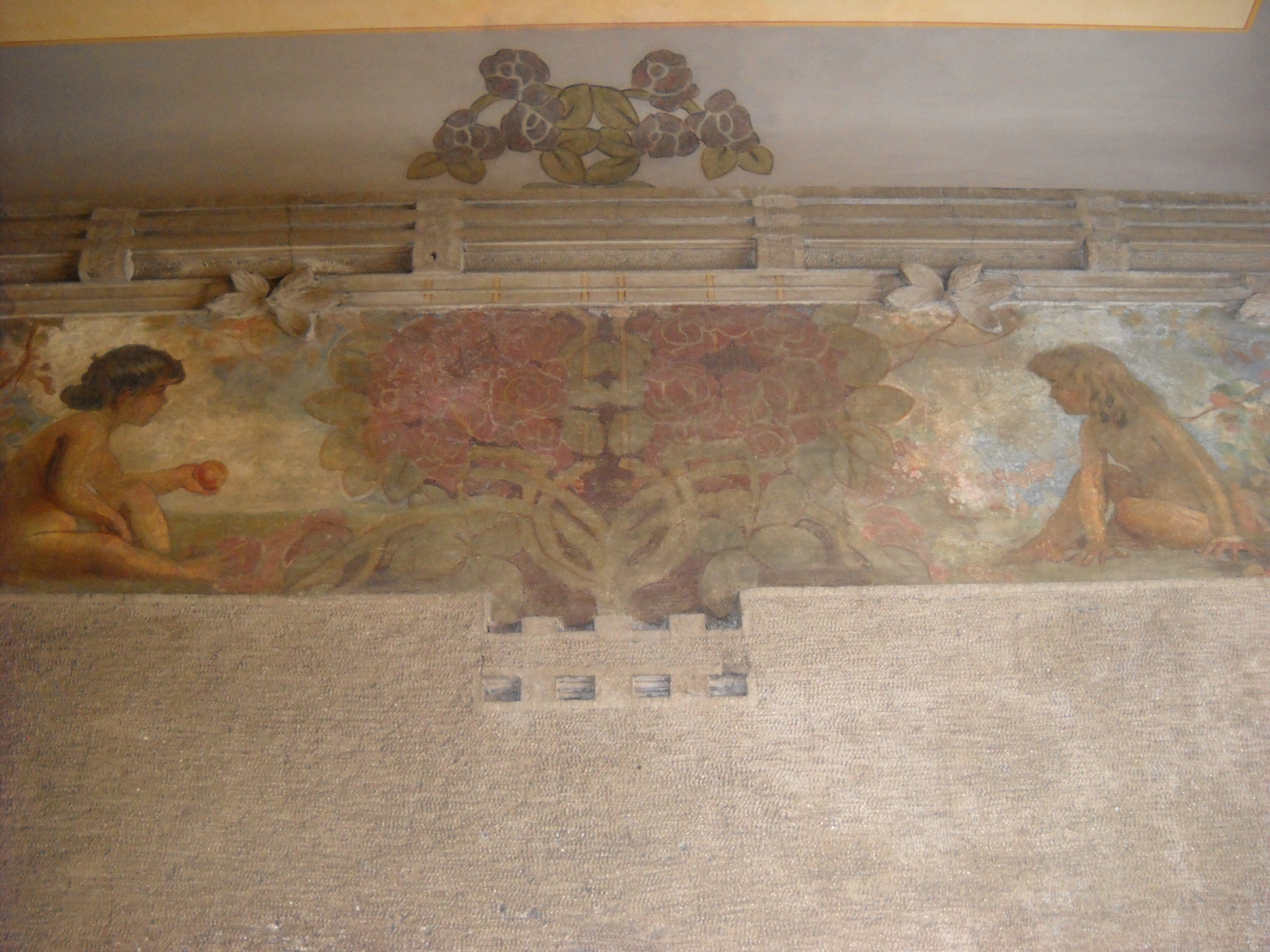
Casa Guazzoni, fresques de Paolo Sala dans le hall d'entrée
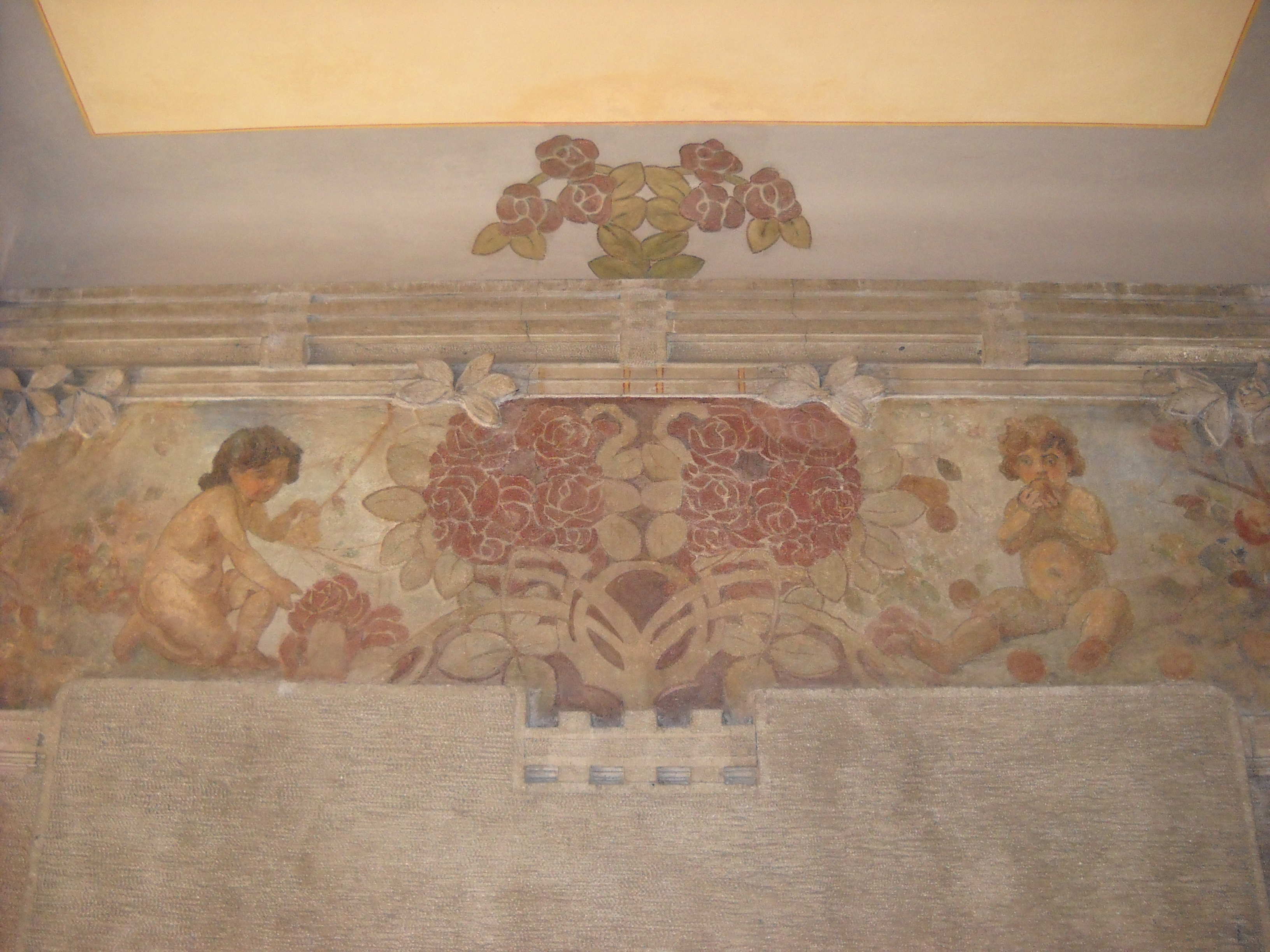
Casa Guazzoni, fresques de Paolo Sala dans le hall d'entrée
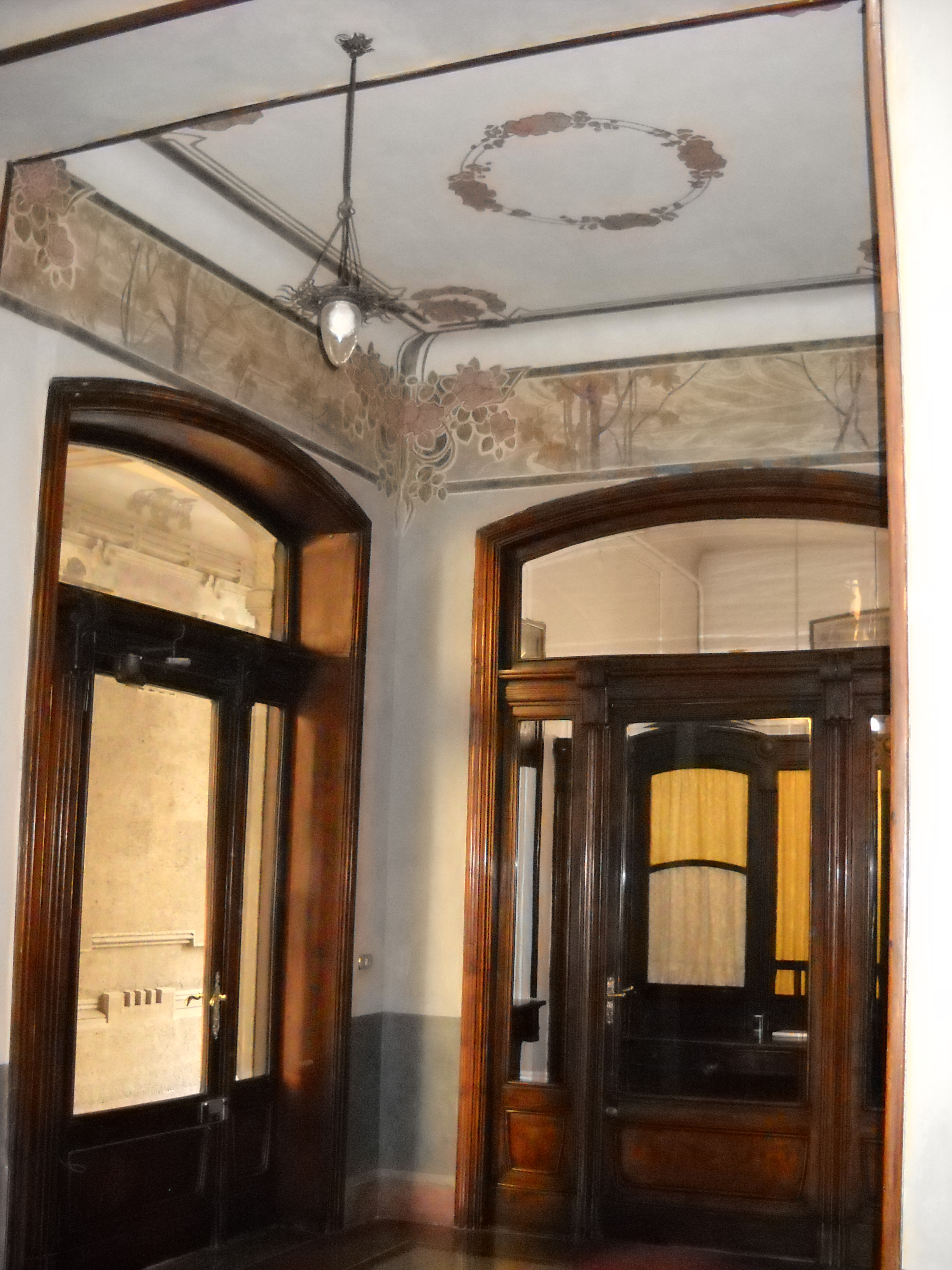
Casa Guazzoni, entrée
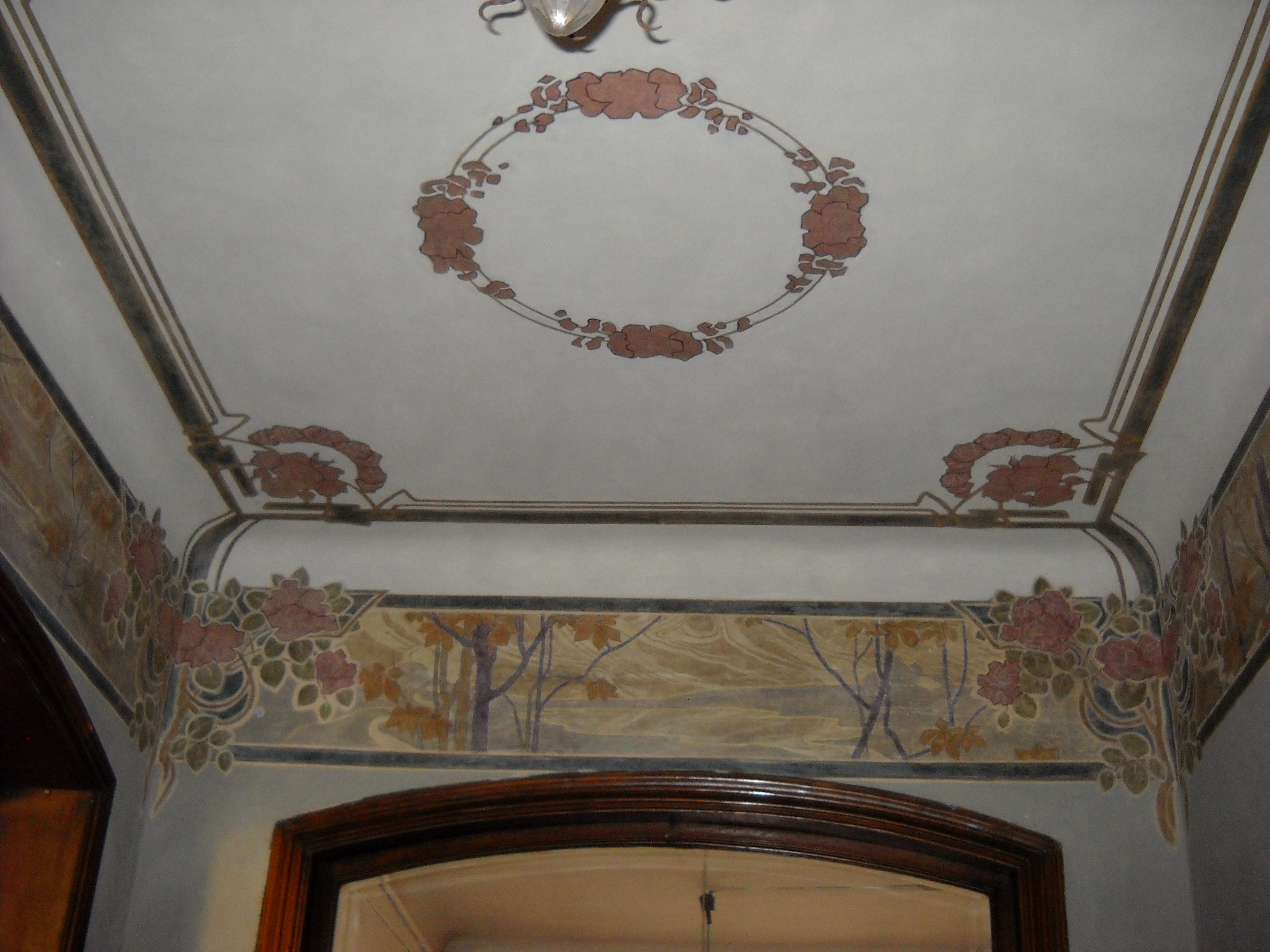
Casa Guazzoni, fresques de l'entrée

## Source
- (it) Cet article est partiellement ou en totalité issu de l’article de Wikipédia en italien intitulé « Casa Guazzoni » (voir la liste des auteurs).